# Torre del Baró (Sant Llorenç de Morunys)
Torre del Baró és una masia del municipi de Sant Llorenç de Morunys (Solsonès) inclosa en l'Inventari del Patrimoni Arquitectònic de Catalunya.

## Descripció
Masia de dues plantes (primera i golfes) coberta a doble vessant amb el carener perpendicular a la façana, orientada a llevant. L'aparell molt senzill és de pedra amb morter de calç a les portes i gairebé de reble en els murs i envans de tancament. La porta amb un arc rebaixat, no ocupa l'eix de la porta, les finestres són molt senzilles amb llindes i fusta

## Història
Torre del Baró, antigament anomenada Torre Spanya o Espanyà (1483) formava part de la disposició defensiva de Sant Llorenç, era una torre de guaita o masia fortificada separada de la vila i que al llarg dels camins s'estenien com una xarxa pels camins de la Seu, Cardona i Berga. Al segle xviii, el Mas rebia el nom de Mas Mossèn Còdol i era propietat d'un dels prohoms més importants de Sant Llorenç, el baró d'Encies, Simeó Rovira i de la seva muller Paula Ginebrosa, descendent de la important família de mercaders medievals Piquer. L'any 1257, Maria, vídua de Pere d'Espanya i els seus fills obtenen en emfiteusi el Mas Nogueres, situat sobre el Mas Espanya (avui Torre del Baró) per Ramon Bergés, prior de Sant Llorenç